# 중남미
중남미(한자:中南美)는 중미와 남아메리카를 총칭하는 용어이다. 중미는 중앙아메리카를 가리킬 수도 있지만, 흔히 중미를 중부아메리카에 대응되게 해석하여 카리브 지역과 멕시코를 포함하게 해석하여, 라틴아메리카와 카리브와 동일한 의미로 사용한다.

## 같이 보기
- 라틴아메리카와 카리브
- 라틴아메리카
- 카리브
- 중미
- 남아메리카